# 憂国我道会
憂国我道会（ゆうこくがどうかい）は、山口祐二郎が設立した民族派団体。2012年3月に「我道会」として結成され、現名称に変更。民族派右翼と民族派左翼が共闘して、各種活動や民族差別的な行動する保守に対抗するカウンターを行う民族派集団を標榜している。男組と共通するメンバーが多かった。2021年8月5日、山口祐二郎本人のTwitterアカウントにて解散を宣言。

## 主張
山口祐二郎は、憂国我道会について、「金がないくせに、結束力を高めるために飲みまくっている」と述べており、「仲間と飲む酒は格別に美味い酒」であるとし、「悲しみや嬉しさを共有する。言いたいことを言い合う」ことを通じて信頼関係が生まれ固い絆で結ばれているとし、「飲み会は儀式だ」と主張している。

## 全日本憂国者連合会議
山口祐二郎が議長（代表）となり、憂国我道会を母体として結成。相談役は芝田晴彦、清義明、高橋直輝。他、主なメンバーに岩淵進など。略称は「全憂会議」。

### 設置プロジェクト

#### 東アジア平和友好協会
東アジアの様々な問題を、国家・国民間の「友好」を軸とし、解決に取り組む。

#### 基地問題を考える愛国者連絡会
全日本憂国者連合会議内に設置された、在日米軍基地問題・日米地位協定に関する抗議運動を行う会。高江ヘリパッド工事に対する抗議活動を行う。戦後日本の「対米従属」脱却という観点からの自主独立を主張。
- 平成30年（2018年）～、「檄！小異を捨て大同に 「日米地位協定」の全面改定を」と題して、有楽町などで一水会、対米自立実行委員会、主権回復を目指す会などの団体と米国政府に対して横田空域の返還を求めた街宣を行っている。以後継続して令和に入っても活動を続けている[4][5]。我道会解散後も活動を続けている。

### 加盟団体
加盟団体は8団体、準加盟団体が1団体
- 憂国我道会
- 憂国格闘技連盟
- 憂国心魂塾
- 憂国尽誠会
- 憂国鎮魂舎
- 憂国無境輪
- 徹通塾（準加盟団体、オブザーバー参加）

## 山口祐二郎
山口 祐二郎（やまぐち ゆうじろう、1985年8月27日 - ）は、日本の政治活動家、作家。元憂国我道会会長
2007年07月25日、山口祐二郎は、米軍と自衛隊の姿勢に不満があるとして、防衛省の建物に向かって火がついた火炎瓶を投げ込み炎上させるテロ行為を実行した。火炎びんの使用等の処罰に関する法律などの罪に問われ、2007年11月05日、東京地裁にて、懲役2年、執行猶予4年（求刑懲役2年）の判決が言い渡され、有罪が確定した。
2010年11月11日、当時の交際相手に「娘をさらう」「本当の恐怖を味わわせてやる」等と脅したとして、警視庁中野署は当時25歳だった山口祐二郎を逮捕した。
2017年11月6日、本人がTwitterで、サイパンへの旅行の際、米国への入国禁止措置をとられていることを発表していた。同年、対米自立実行委員会の一員として立憲民主党渋谷区議会議員（当時）の芦沢一明らと共に北朝鮮を訪問。
2021年8月、自身のTwitter（現在はアカウント消去済み）上にて自分が公安警察の「スパイ」であったことを告白した。　そのツイートの中で2013年から公安警察三課の捜査員と接触。本人によれば自分なりの思惑や反ヘイト活動に利用するために公安と協力したと主張している。

### 所属団体
- 統一戦線義勇軍元情宣局長（脱退）
- C.R.A.C.（脱退[11]）
- 男組[12]（解散）
- 憂国我道会会長[3]
- 全日本憂国者連合会議議長[11]（解散）
- 基地問題を考える愛国者連絡会設立者（全日本憂国者連合会議内組織）
- 共同運営実験スペース りべるたん運営者（解散）

## 関連書籍
- 山口祐二郎著『奴らを通すな!  ヘイトスピーチへのクロスカウンター』ころから (2013/1/1) ISBN 978-4-907239-04-6
- 山口祐二郎著『ハイリスク・ノーリターン―ニート→ホスト→右翼→火炎瓶→脱原発人』第三書館 (2013/04) ISBN 978-4-8074-1313-3
- 山口祐二郎著 島崎ろでぃー写真『ネット右翼vs.反差別カウンター 愛国とは日本の負の歴史を背負うことだ』にんげん出版 (2019/11) ISBN 978-4-931344-49-5